# SN 1997dk
SN 1997dk – supernowa typu Ia odkryta 26 października 1997 roku w galaktyce A234338-4119. W momencie odkrycia miała maksymalną jasność 18,70m.